# Приче о занатима
„Приче о занатима“ су збирка кратких прича српског и хрватског књижевника Боре Ћосића. Збирку је објавила издавачка кућа Нолит 1966. Приче су исприповедане из угла дечака, који нам преноси мишљења, навике и опсервације својих необичних чланова породице и људи који пролазе кроз њихов породични стан у Београду непосредно пре, током и након Другог светског рата.  Њихове изјаве и опсервације су обликоване у виду насумично уочених појава, које је дечак прозвао занатима тог времена: занат бараба, занат бити Рус, фризерски, куварски, шнајдерски, чаробњачки занати итд. Приче одликује прецизан стил у виду сведених, кратких реченица, као и црни хумор, сатира и пародија. Својеврсни наставак у виду романа „Улога моје породице у светској револуцији” објављен је 1969.